# アイドルを探せ (菊池桃子の曲)
「アイドルを探せ」（アイドルをさがせ）は、菊池桃子が1987年3月25日にリリースした10枚目のシングルである。

## 解説
- 前作「Say Yes!」から約7か月ぶりの新曲で、松竹映画『アイドルを探せ』主題歌。
- オリコンチャートでは、おニャン子クラブ所属の岩井由紀子（ゆうゆ with おニャン子クラブ名義）のソロデビュー曲「天使のボディーガード」が本楽曲と同日に発売されたためセールス争いが予想され、同年4月第1週より1位争いが展開された。わずか3,340枚差で、菊池に軍配があがり、7曲連続1位を達成した[1]。2015年時点で、本作が菊池にとって最後のオリコン首位獲得となった楽曲である。

## 収録曲
1. アイドルを探せ
  - 作詞：売野雅勇　作曲・編曲：林哲司
2. Ivory Coast
  - 作詞：売野雅勇　作曲：林哲司　編曲：久石譲